# Srpska dobrovoljačka garda

Abzeichen der Serbischen Freiwilligengarde

Die Srpska dobrovoljačka garda (serbisch-kyrillisch Српска добровољачка гарда = Serbische Freiwilligengarde), kurz SDG, war eine 1990 gegründete paramilitärische serbische Freischar, die während der Jugoslawienkriege für die Schaffung eines Großserbien kämpfte. Die SDG war de facto eine Kampftruppe der serbischen Geheimpolizei RDB.
Angehörigen der Einheit sowie ihrem Kommandanten Željko Ražnatović – Arkan wirft der Internationale Strafgerichtshof für das ehemalige Jugoslawien (ICTY) Verbrechen gegen die Menschlichkeit und Kriegsverbrechen, wie Vergewaltigungen und Mord an der nicht-serbischen Bevölkerung vor.
Die Angehörigen der SDG wurden als „Arkans Tiger“ (Arkanovi Tigrovi) bezeichnet, da sie von Željko Ražnatović, genannt Arkan, vor allem aus den Reihen der von ihm selbst gegründeten Ultras-Gruppe Delije des Fußballclubs Roter Stern Belgrad rekrutiert und geführt wurden.
Die Bewaffnung der Einheit bestand aus Artillerie, Panzern, Maschinengewehren und Scharfschützenwaffen. Ihre Strategie bestand im Kroatienkrieg vermutlich darin, die serbischen Siedlungsgebiete in Kroatien miteinander zu vereinigen und die kroatische Bevölkerung durch Terror und Einschüchterung zu vertreiben. In ihren Zielen ähnelte die SDG den modernen Tschetnik-Truppen des serbischen Rechtsextremisten Vojislav Šešelj.

## Geschichte und Organisation

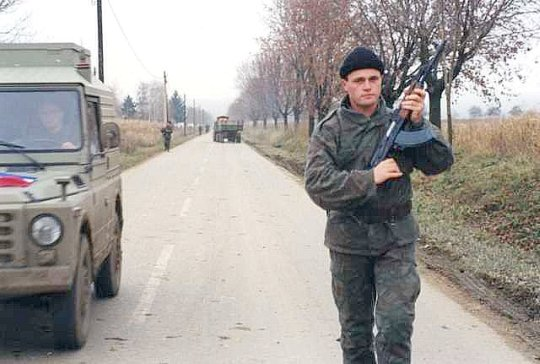
SDG-Männer während des Kroatienkriegs in Erdut (13. Dezember 1991).

Die SDG wurde am 11. Oktober 1990 von 20 Fans des Fußballclubs FK Roter Stern Belgrad aus Belgrad gegründet. Im Frühjahr 1991 gründete der damalige serbische Innenminister Mihalj Kertes ein Trainingscamp für die Freiwilligengarde. Das Kommando über diese Truppe wurde Željko Ražnatović übergeben, der zu dieser Zeit von Interpol gesucht wurde. Ihm wurde ebenfalls angelastet, für den jugoslawischen Geheimdienst UDB-a gearbeitet zu haben und am Ausspionieren sowie an der Ermordung jugoslawischer Auswanderer beteiligt gewesen zu sein. 
Das Hauptquartier und Ausbildungszentrum der SDG befand sich in Erdut (Ost-Kroatien), das bis 1995 von der Republik Serbische Krajina kontrolliert wurde. Der Kern der Gruppe bestand aus 150 bis 200 Männern, je nach Einsatz konnte die Anzahl der Kämpfer aufgestockt werden. Die Serbische Freiwilligengarde wurde im April 1996 aufgelöst.
Arkans Tigern wurde die Beteiligung an den ethnischen Säuberungen in Bijeljina und Zvornik im Jahre 1992 vorgeworfen. Ihr wurden außerdem auch weitere Fälle von Ermordungen von Zivilisten und Verstößen gegen die Genfer Konventionen zur Last gelegt. Deswegen wurden ihr Anführer und seine Leute vor dem Internationalen Strafgerichtshof für das ehemalige Jugoslawien angeklagt. Zu den vorgeworfenen Delikten zählten Vergewaltigung und das Ermorden durch Erschießen, durch Verhungern- und Verdurstenlassen.

## Bekannte Mitglieder
- Željko "Arkan" Ražnatović (1952–2000), Kommandant
- Borislav Pelević (1956–2018), Parlamentsabgeordneter und Präsidentschaftskandidat 2007
- Milorad "Legija" Ulemek (* 1968), Initiator des Attentats auf den serbischen Ministerpräsidenten Zoran Đinđić
- Zvezdan Jovanović (* 1965), Scharfschütze und Attentäter

## In der Kunst
Der serbische Turbofolk-Musiker Svetomir Ilić Siki widmete der Einheit 1993 das Lied Arkanove delije (Arkans Helden).
In Margaret Mazzantinis Roman Venuto al mondo (Das  schönste Wort der Welt) werden Massenvergewaltigungen und Massaker durch die SDG thematisiert. Der Roman wurde 2012 von Sergio Castellitto mit Penélope Cruz in der Hauptrolle verfilmt.

## Symbole

Fahne der SDG
Wintertarn-Ärmelabzeichen der SDG (rechts)